# فرانك هاهن
فرانك هوراس هان (بالإنجليزية: Frank Hahn)‏ F B A كان الاقتصاد البريطاني الذي يركز على العمل - (29 يناير 2013 26 أبريل 1925) نظرية التوازن العام، النظرية النقدية، الاقتصاد الكينزي والمدرسة النقدية.  هناك مشكلة شهيرة في النظرية الاقتصادية، وهي الظروف التي يمكن أن يكون للمال (والذي لا قيمة له في جوهره) قيمة إيجابية في حالة توازن عام، وتسمى «مشكلة هان» من بعده.

## سيرة شخصية

### النشأة والتعليم
ولد فرانك هان في 26 أبريل 1925 في برلين لأبوين تشيكيين. كان والده صيدليًا بالمهنة والكاتب. انتقلت العائلة إلى براغ في عام 1931 وغادرت إلى إنجلترا في عام 1938. تم تعليمه هو وشقيقه في مدرسة بورنموث ‏ عندما كان عمره 13 عامًا، وهي مدرسة احتفظ بها بحماس دائم. أصبح ملاحًا في سلاح الجو الملكي البريطاني في الحرب العالمية الثانية، ثم استأنف تعليمه العالي المتقطع، ولم يقرأ الرياضيات في كلية باليول بأكسفورد، ولكنه بدلاً من ذلك قرأ الاقتصاد في كلية لندن للاقتصاد. تزوج من دوروثي سالتر، وهو أيضا خبير اقتصادي، في عام 1946، وحصل على محاضرة في برمنغهام في عام 1948.
حصل فرانك هان على درجة الدكتوراه في عام 1951 في كلية لندن للاقتصاد (L S E) من أجل أطروحة «حصة الأجور»: تحقيق في نظرية التوزيع ، حيث كان يشرف عليه في البداية نيكولاس كالدور ثم ليونيل روبنز. كطالب، كان جزءًا من حلقة Hayek-Robbins في L S E ، وقال ذات مرة إن زوجته كانت عضوًا أصليًا في جمعية Mont P e l e r i n.

### الأكاديمية
بدأ هاهن مسيرته التدريسية عام 1948 في جامعة برمنغهام، حيث تم انتخابه لاحقًا قارئًا في الاقتصاد الرياضي. في عام 1960 التحق بجامعة كامبريدج - كزميل في كلية تشرشل وكمحاضر جامعي في الاقتصاد.
في عام 1967 انتقل إلى كلية لندن للاقتصاد، حيث حصل على أول أستاذ له. عاد إلى كامبريدج أستاذاً للاقتصاد بعد خمس سنوات. ألقى محاضرته الافتتاحية «حول مفهوم التوازن في الاقتصاد» في 28 فبراير 1973. بقي أستاذًا للاقتصاد بجامعة كامبريدج حتى تقاعده في عام 1992، على الرغم من أنه قام بزيارات شبه سنوية للولايات المتحدة الأمريكية، وخاصةً كأستاذ زائر بجامعة هارفارد، ومعهد ماساتشوستس للتكنولوجيا، وجامعة كاليفورنيا ، بيركلي، وكذلك لمعهد ستانفورد دراسات رياضية في العلوم الاجتماعية.  من عام 1990 إلى عام 1996، قام هان بتوجيه برنامج الدكتوراه في قسم الاقتصاد بجامعة سيينا. أصبح في نهاية المطاف أستاذ فخري في كامبريدج. 

### رسالة مشهورة
حصل على اعتراف واهتمام واسع النطاق في عام 1981 باعتباره المحرض المشارك لرسالة إلى التايمز وقّع عليها 364 من أبرز خبراء الاقتصاد في بريطانيا، وشككوا في السياسة الاقتصادية لمارغريت تاتشر، مع تحذير بأنها لن تؤدي إلا إلى تعميق الكساد السائد. .

### التأثير والميول
فرانك هان، باعترافه شخصيا، وقد تأثر في الاقتصاد عن طريق جون هيكس، WM جورمان، تاكاشي نيغيشي ‏ وكينيث ارو غيرها. بدوره أثر على عدد كبير من الزملاء والطلاب. 

## الموت
توفي في كامبريدج في 29 يناير 2013، بعد مرض قصير.  وقد نجا من قبل زوجته دوروثي، ني سالتر، التي كان قد تزوجها في عام 1946.

## أشغال كبرى
- «حصة الأجور في الدورة التجارية»، المجلة الاقتصادية ، المجلد 60 (1950).
- «حصة الأجور في الدخل القومي»، مجلد أوراق أكسفورد الاقتصادية . 3 رقم 2 (1951).
- «سعر الفائدة في تحليل التوازن العام»، المجلة الاقتصادية (1955).
- «البدائل الإجمالية والاستقرار الديناميكي للتوازن العام»، مجلة الاقتصاد رقم 26 (1958) ص.   169-70.
- «The Patinkin خلاف»، Review of Economic Studies vol. 19 (1960).
- «استقرار توازن النمو»، مجلة فصلية للاقتصاد المجلد. 74، ص.   206-26 (1960).
- «المال والاستقرار الديناميكي والنمو»، المجلد Metroeconomica . 13 رقم 11 (أغسطس 1961).
- «عملية ضبط مستقرة لاقتصاد تنافسي»، مراجعة الدراسات الاقتصادية، المجلد 39 ص.   62-5 (1962).
- «نظرية حول عدم استقرار التسون» مع T.Negishi ، المجلد الاقتصادي . 30 رقم 3 (1962).
- "On Stabil of a Pure Exchange Equilibrium"، International Economic Review ، vol. 3 (مايو 1962)، 206-13.
- «استقرار الحل احتكار القلة»، مراجعة الدراسات الاقتصادية المجلد. 29 ص.   329–33 (1962).
- «على سلوك اختلال النمو لنموذج النمو متعدد القطاعات»، المجلة الاقتصادية (1963)
- "The Theory of Economic Growth: A survey"، with RCOMatthews (1964)، Economic Journal vol 74 pp.   779 - 902 (1964). جايستور 2228848
- «في بعض مشكلات إثبات وجود توازن في الاقتصاد النقدي» في نظرية أسعار الفائدة (1965)، تم تحريره بواسطة هان وبرشلينغ.
- «ديناميات التوازن مع السلع الرأسمالية غير المتجانسة» مجلة فصلية للاقتصاد المجلد. 80 (1966) ص.   633-46.
- «على مسارات النمو المبررة»، مراجعة الدراسات الاقتصادية ، المجلد. 35، ص.   175-84 (1968).
- «على المال والنمو»، مجلة المال والائتمان والخدمات المصرفية المجلد. 1 رقم 2 (1969).
- «بعض مشاكل التكيف»، المجلد الاقتصادي . 38 رقم 1 (يناير 1970).
- التحليل التنافسي العام (1971)، مع KJ Arrow .
- «التوازن مع تكاليف المعاملات»، المجلد الاقتصادي . 39 رقم 3 (1971).
- «شتاء السخط»، الوضع الاقتصادي (1973).
- «على بعض مسارات النمو المتوازنة» في نماذج النمو الاقتصادي (1973)، حرره ميرليس وستيرن.
- «في تكاليف المعاملات، الاقتصاد التسلسلي غير الهام والمال»، مراجعة الدراسات الاقتصادية المجلد. 40 رقم 4 (أكتوبر 1973).
- حول مفهوم التوازن في الاقتصاد (1974).
- «إحياء الاقتصاد السياسي: القضايا الخاطئة والحجج الخاطئة»، المجلد الاقتصادي السجل . 51 ص.   360-4 (1975).
- «الاقتصاد الكينزي ونظرية التوازن العام: تأملات في بعض المناقشات الحالية» في أسس الاقتصاد الجزئي للاقتصاد الكلي (1977)، الذي حرره هاركورت.
- «النقد والنظرية الاقتصادية»، المجلد الاقتصادي . 47 # 185 (1980).
- «نظرية التوازن العام» في الأزمة في النظرية الاقتصادية (1981) التي حرّرها بيل وكريستول.
- النقود والتضخم (1982).[9]
- «تأملات في اليد الخفية»، مراجعة لويدز المصرفية ، أبريل 1982.
- «نيو ريكارديان»، مجلة كامبريدج للاقتصاد (1982).
- «الاستقرار» في كتيب علم الاقتصاد الرياضي (1982)، تم تحريره بواسطة Arrow و Intriligator.
- «على بعض صعوبات الاقتصادي النفعي» في Sen؛ Williams، المحررون (1982). Utilitarianism and beyond. Cambridge: Cambridge University Press. ص. 187–198. ISBN:9780511611964.{{استشهاد بكتاب}}:  صيانة الاستشهاد: postscript (link)
- التوازن والاقتصاد الكلي (1984).
- المال والنمو والاستقرار (1985).
- «السيولة» في دليل الاقتصاد النقدي (1988)، الذي حرره فريدمان وهان.
- مقالة نقدية حول نظرية الاقتصاد الكلي الحديثة (1995) مع RM Solow .
- «ملاحظة حول عدم اكتمال توازن السوق» في الأسواق والمعلومات وعدم اليقين (1999)، الذي حرره جراسيليا تشتشيلنسكي.
- «ملاحظات على اقتصاديات التسلسل، وتكاليف المعاملات وعدم اليقين»، مع مجلة KJ Arrow Journal of Economic Theory vol. 86 رقم 2 (1999).